# Balota de Sus
Balota de Sus – wieś w Rumunii, w okręgu Dolj, w gminie Murgași. W 2011 roku liczyła 357 mieszkańców.